# Ryūtarō
Ryūtarō ist ein männlicher japanischer Vorname. Das ENAMDICT kennt neun verschiedene Schreibweisen des Namens in unterschiedlichen Bedeutungen. Eine häufige Schreibweise ist 龍太郎 „Drache – sehr/groß – Sohn“ mit der Shinjitai-Variante 竜太郎. Bei sieben der neun Varianten steht 太郎 für tarō.

## Bekannte Namensträger
- Ryūtarō Araga (* 1990), japanischer Karateka
- Ryūtarō Hashimoto (1937–2006), japanischer Politiker
- Ryūtarō Matsumoto (* 1986), japanischer Ringer